# Justo Villar
Justo Wilmar Villar Viveros (Cerrito, 30 giugno 1977) è un ex calciatore paraguaiano, di ruolo portiere.

## Carriera

### Club
Ha cominciato la sua carriera nel Sol de América, dove venne allenato dall'ex portiere Ever Hugo Almeida. In seguito si trasferì ad un club del Paraguay, il Libertad, società con la quale vinse il campionato nazionale nel 2002 e nel 2003.
Nel 2004 fu ceduto agli argentini del Newell's Old Boys, con cui vinse subito il titolo di Apertura 2004 del campionato argentino. Vinse inoltre il premio di "Calciatore paraguaiano dell'anno" nel 2004.
Ha giocato in Spagna, nel Real Valladolid, tra il 2008 e il 2011.
Il 19 luglio 2011 si trasferisce all'Estudiantes.

### Nazionale

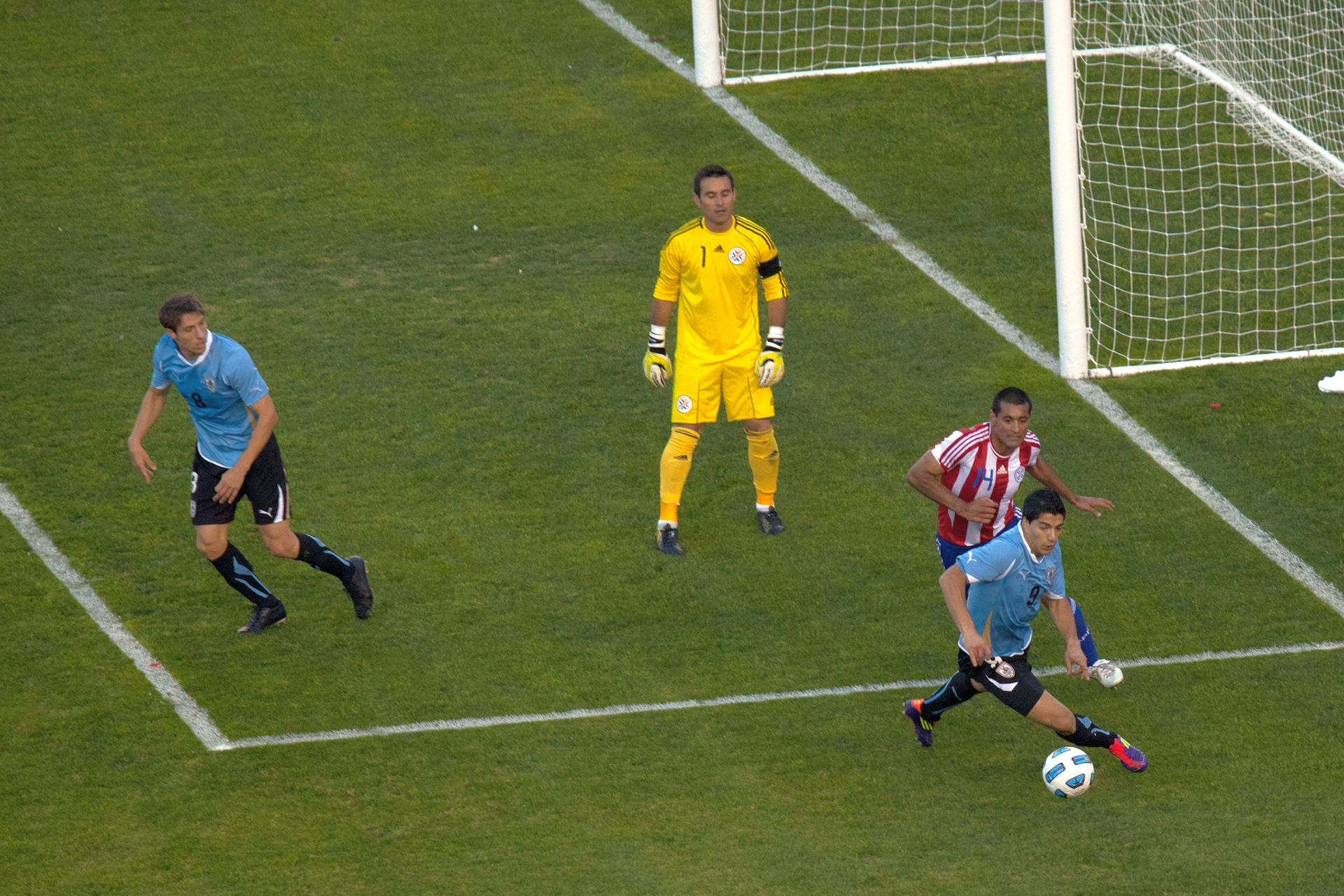
Villar (in maglia gialla) nella finale di Copa América 2011.

Con la maglia della Nazionale paraguayana prese parte ai Mondiali Under-20 del 1997, e venne convocato per i Mondiali 2002, per quelli del 2006 e per quelli del 2010.
Alla Coppa del Mondo 2006, nei primi minuti della gara d'esordio contro l'Inghilterra, valida per il Gruppo B, poco dopo l'autogol di Carlos Gamarra si infortunò e dovette guardare dalla panchina il resto del Mondiale (fu sostituito da Aldo Bobadilla). Il Paraguay venne eliminato al primo turno.
Nel Mondiale 2010 giocò titolare tutte le 5 partite disputate dalla sua Nazionale. Nella gara dei quarti di finale contro la Spagna parò un calcio di rigore calciato da Xabi Alonso, non riuscendo comunque ad evitare la sconfitta e la conseguente eliminazione del Paraguay.
Nella Copa América 2011, in cui viene nominato miglior portiere del torneo, nel quarto di finale contro il Brasile ha respinto a Thiago Silva l'unico rigore, dei quattro tirati, calciato nello specchio della porta dai verdeoro; si è poi ripetuto nella semifinale contro la Nazionale venezuelana parando il rigore decisivo che consente alla sua Nazionale di approdare in finale, persa per 3-0 contro l'Uruguay.
Viene convocato per la Copa América Centenario del 2016.

## Palmarès

### Club
- Campionato paraguaiano di calcio: 2

Libertad: 2002, 2003
- Campionato argentino di calcio: 1

Newell's Old Boys: Apertura 2004

### Individuale
- Miglior portiere della Copa América: 1

Argentina 2011